# Abu Hamad
Abu Hamad est une ville Soudan sur la rive droite du Nil à 345 km au nord de Khartoum.

## Géographie
Abu Hamad est située dans un large virage du Nil en forme de S d'où le chemin de fer menant à Wadi Halfa traverse le désert de Nubie, légèrement à l'ouest de l'ancienne route des caravanes vers Korosko. Un chemin de fer secondaire, long de 138 km, descend la rive droite du Nil, à partir d'Abu Hamad jusqu'à Karima dans la Dongola mudiria.

## Histoire
La ville est célèbre par la bataille d'Abu Hamad qui y eut lieu le 7 août 1897.